# Dandy Livingstone
Dandy Livingstone, född som Robert Livingstone Thompson 14 december 1943 i Kingston i Jamaica, är en brittisk reggaesångare och musikproducent. Som 15-åring flyttade han till England. Han började sin inspelningskarriär genom att agera som jamaicansk duo åt ett skivbolag som ville ha en sådan. (Han spelade in sig själv två gånger.) 1967 släppte han låten "Rudy, a Message to You" vilken blev mycket mer känd 1979 då the Specials spelade in en cover av låten på sitt debutalbum.
Livingstone var en av grundarna av skivbolaget Trojan Records, som sökte sina lyssnare bland hemlängtande västindiska invandrare i Storbritannien. I början var Dandy Livingstone en sjungande musikproducent – det nya skivbolaget behövde en storsäljande LP för att komma på fötter, och han försökte även åstadkomma en sådan själv. Detta lyckades först med albumet Let's Catch The Beat 1969, som prissattes under singelpris och blev en storsäljare. Men det skulle ta ytterligare några år innan Trojan fick rätt personal och kontrakt med flera artister. När reggaen slog igenom internationellt blev Trojans inspelningar en guldgruva.
Livingstone var fortsatt aktiv i England fram till 1970-talet. Hans största hit blev "Suzanne Beware of the Devil" vilken tog sig upp på plats 14 på Englandslistan 1972. Låten låg också på svenska Tio i topp.

## Diskografi
Skivmärke inom parentes.
(Giant)
- Rocksteady With Dandy (1967)

(Trojan Records)
- Follow That Donkey (1968)
- Dandy Returns (1968)
- Let's Catch The Beat (1969)
- Your Musical Doctor (1969)
- I Need You (1969)
- Morning Side Of The Mountain (1970)
- Dandy Livingstone (1972)

(Mooncrest) 
- Conscious (1973)

(Charisma)
- Home From Home (1976)

(Night Owl)
- The South African Experience (1978)